# Антоненко Костянтин Олексійович
Костянтин Олексійович Антоненко (нар. 5 березня 1959, Дрогобич, Львівська область, УРСР) — радянський футболіст, півзахисник.
Вперше зіграв за «Карпати» (Львів) 8 серпня 1979 року у матчі проти ашгабадського «Колхозчі». Пізніше виступав за «СКА-Карпати» (Львів).